# Esperantido
Esperantido (též esperantské jazyky) je označení pro umělé jazyky, které jsou inspirovány jazykem esperanto nebo z něj vycházejí. Esperanto vytvořil oční lékař Ludvík Lazar Zamenhof. Název vychází z názvu esperanto a ido, v samotném esperantu pak esperantido znamená "potomstvo esperanta". Jediným více používaným esperantidem je jazyk ido. Nepatří sem samotné esperanto a jeho předchozí verze (Proto-esperanto, Lingwe Uniwersala). Počátek esperantid byl roku 1905 buloňskou deklarací, kdy autor jazyka esperanto předal jazyk do veřejného vlastnictví. Důvod, proč vznikají esperantida, je, že některým lidem přišel jazyk esperanto v něčem špatný, tak si ho upravili podle sebe.

## Nejznámější esperantida

### Esperantida, která vznikla jako reformyesperanta

#### Ido
Ido je nejznámější esperantido, je bližší západoevropským jazykům (nejvíce francouzštině, angličtině a italštině), nahrazuje speciální znaky (Ĉ, Ĥ aj.), mění některé koncovky a slova ze slovanských a germánských jazyků nahrazuje slovy z latiny a románských jazyků. Bylo publikováno roku 1907.

#### Mundolinco
Mundolinco je nejstarší esperantido. Vytvořil ho roku 1888 Nizozemec J.Braakman, bylo tedy dokonce vytvořeno před buloňskou deklarací. Jednalo se o velmi málo pozměněné esperanto, došlo zde jen ke změně koncovek.

#### Saussure
Tento jazyk vytvořil roku 1907 švýcar René de Saussure, bratr Ferdinanda de Saussure. Jeho esperantida se jmenovala Esperanto II a Anti-ido. Zrušil speciální znaky (Ĉ, Ĥ aj.), pozměnil koncovky a změnil akuzativy u zájmen.

#### Romániço
Románço je esperantido z roku 1991. Jedná se o esperanto uzpůsobené na to, aby se jej lehko naučil rodilý mluvčí angličtiny. Mnoho slov (hlavně slovanských) a gramatických jevů je přebírány více z románských jazyků.

#### Esperanto sen Fleksio
Esperanto sen Fleksio (v překladu esperanto bez skloňování) vymyslel roku 1996 Richard Harrison. Je uděláno tak, aby se lépe učilo asijským esperantistům. Například ztrácí množné číslo, které se tvořilo koncovkou j, a nahrazuje ho předpona ljo (nebo la jo). V novější verzi je písmeno ŭ nahrazeno písmenem w.

#### Poliespo
Zatímco většina lidí, co vytváří esperantida usiluje o jejich zjednodušení, tak poliespo (polysyntetické esperanto) je složitější. Má složitější gramatiku a mnoho slov přejímá z čerokézštiny. Má 14 samohlásek, 6 nosovek a 3 tónové samohlásky.

### Esperantida, která vznikla hlavně pro pobavení

#### Universal
Tento jazyk vznikal v letech 1923-1928. Jazyk přidává zvuk šva a nosovku. Některé koncovky jsou zrušeny, a místo nich se změna vkládá doprostřed slova (například stůl se řekne tablo a stoly se řeknou tatablo). Zatímco v esperantu se opak určuje předponou mal-, tak v universal pro opaky zvláštní slova (příklad: velký se esperantem řekne granda, a malý se řekne malgranda, a v universal se velký řekne mega a malý gema).

#### Esperant’
Jedná se o jazyk z roku 1998. 
Největší změny nastávají v morfologii:
- Koncovka o, která označuje podstatné jméno je nahrazena apostrofem (’) (například z esperantského ananaso je ananas’)
- Koncovka oj, určující množné číslo u podstatných jmen je nahrazena -ar-, a tato skupina písmen je vkládána před apostrof (například z esperantského ananasoj je ananasar’)
- Koncovka a, určující přídavná jména je odstraněna úplně, a výsledek je "nalepen" před podstatné jméno (bela znamená v esperantu hezký, z bela ananaso je belananas’)
- Koncovka n, určující akuzativ, je odstraněna úplně, a místo ní je tu slovo je, které se dává před slovo (například z esperantského ananason je je ananas’)
- Slovesa jsou změněna úplně.

### Esperantida, využívaná jako specializaceesperanta

#### DLT
Projekt DLT (1983), umožňující překlad mezi dvanácti evropskými jazyky využíval jako mezijazyk upravené esperanto.

### Esperantida vytvořená pro účely literatury a stylistiky

#### Arcaicam Esperantom
Varianta esperanta, používaná k navození dojmu starobylosti textu. Byla vytvořena převážně ze stylistických důvodů, protože bylo nutné přeložit do esperanta archaicky znějící texty a přitom zachovat jejich archaičnost. Poprvé tuto variantu publikoval Manuel Halvelik v roce 1969. Arcaicam esperantom je odvozeno převážně z latiny a od esperanta se podstatně liší.

#### Popido
Jazyk popido vytvořil Manuel Havelik roku 1973. Má v literatuře označovat dialekt jiného jazyka. Například v divadelní hře, kde jsou dva dialekty italštiny, byl ten druhý nahrazen idem nebo právě popidem.
Ukázka popida: Redonu al tiu viro lian pafilon.
Pro srovnání esperanto: Redonu al tu vir la pistol.

#### Gavaro
Vytvořil též Manuel Havelik, název je odvozen od ruského slovesa говорить [gɒ.vɒ.ritʲ]IPA, což znamená mluvit. Má stejný účel jako popido.
Ukázka gavara: Ĉi oko superplenigas mian vezikon.
Pro srovnání esperanto: Tiu ulo tedas min.

## Ukázka některých esperantid
Ukázka otčenáš v esperantu a třech esperantidech (arcaicam esperantom, ido a Esperant’.)
| "Patro nia, kiu estas en la ĉielo, sanktigata estu via nomo. Venu via regno, fariĝu via volo, kiel en la ĉielo, tiel ankaŭ sur la tero. Nian panon ĉiutagan donu al ni hodiaŭ. Kaj pardonu al ni niajn ŝuldojn, kiel ankaŭ ni pardonas al niaj ŝuldantoj. Kaj ne konduku nin en tenton, sed liberigu nin de la malbono." |

| "Patrom nosam, cuyu estas in Chielom, Estu sanctigitam Tuam Nomom. Wenu Tuam Regnom, Plenumizzu Tuam Wolom, Cuyel in Chielom, ityel anquez sobrez Terom. Nosid donu hodiez Panon nosan cheyutagan, Ed nosid pardonu nosayn Pecoyn, Cuyel anquez nos ityuyd cuyuy contrez nos pecait pardonaims. Ed nosin ned conducu in Tentod, Sed nosin liberigu ex Malbonom." |

| "Patro nia, qua esas en la cielo, tua nomo santigesez; tua regno advenez; tua volo facesez quale en la cielo tale anke sur la tero. Donez a ni cadie l'omnidiala pano, e pardonez a ni nia ofensi, quale anke ni pardonas a nia ofensanti, e ne duktez ni aden la tento, ma liberigez ni del malajo." |

| "Nipatr’, kies est’ ĉielas, iĝu via nom’ sankt’. Viu la regnalven’. Iĝu via la volfar’, kielas en la ĉiel’, tiel ankaŭu surtere. Hodiaŭu ĉiutagpandon’ nin. Kaju la pardon’ al niofend’, kiel ankaŭas nipardon’ al ofendintar’ nia. Kaju nea nia konduk’ entent’, sedu nia la liberig’ de l’ malbon’." |